# 马丁努斯·威廉·拜耶林克
马丁努斯·威廉·拜耶林克（荷蘭語：Martinus Willem Beijerinck，1851年3月16日—1931年1月1日），荷兰微生物学家和植物学家。他出生在阿姆斯特丹。

## 生平
拜耶林克就读于荷兰莱顿大学，并成为瓦赫宁恩大学微生物教师，1895年在代尔夫特技术学院（现代尔夫特理工大学）担任教师并建立了代尔夫特大学微生物学院。他研究农业微生物学和工业微生物学领域的生物学。他却不公平的被同时代的罗伯特·科赫和路易斯·巴斯德所掩盖，因为与他们不同，拜耶林克没研究过人类疾病。
他被认为是病毒学的开创者，他在1898年通过过滤实验证明烟草花叶病的病原体比细菌还要细小，并因此推论出病毒的存在。他把这种病原体命名为「virus」。他主张病毒是一种液体，但后来美国化学家斯坦利证明了病毒其实是微粒。
拜耶林克也发现了氮气转化为植物所能够吸收的铵离子的过程──固氮作用。在这个过程中，附于某些品种植物（荚果）的根部上的细菌为其提供养分，是植物与细菌之间的共生的典型例子，也对维持泥土肥沃起着关键作用。
拜耶林克发现了通过还原硫酸盐进行缺氧呼吸的细菌，他认识到细菌能够以硫酸盐代替氧气作为最终电子受体。这个发现深远地影响到现时对生物地质化学循环的认识。